# Carex morii
Espèce
Classification phylogénétique
Carex morii est une espèce des plantes du genre Carex et de la famille des Cyperaceae.